# كونت فرماندوا
فيما يلي حكام كونتية فرماندوا.

## كونتات فرماندوا الأوائل
- ليوديغاريوس (ح.484).
- إيميرانوس (ح.511)؛ ابن السابق.
- واغون الأول (ح.550).
- واغون الثاني (ح.600)؛ ابن السابق.
- بيرترود؛ ابنة السابق، وزوجة الملك كلوتير الثاني، بحيث ضمت إلى التاج.
- غاريفريد (ح.660).
- إنغومار (ح.680).

## كونتات فرماندوا ورؤساء الدير سان كوينتين دي مونتي
- برنارد، ابن شارل مارتل؛ رئيس الدير سان كوينتين دي مونتي (الآن مونت-سان-كوينتين، بالقرب من بيرون).
- جيروم؛ شقيق السابق، ورئيس الدير سان كوينتين دي مونتي (714-771).
- فولراد؛ ابن السابق، ورئيس الدير سان كوينتين دي مونتي (بعد.771).
- غونتارد كونت فرماندوا (771-833) ثم رئيس الدير سان كوينتين دي مونتي (حتى.833).
- هيو ابن شارلمان؛ رئيس الدير سان كوينتين دي مونتي (833-844).
- أديلارد ابن جيزلا حفيدة شارلمان، كونت فرماندوا (883-864)، ثم رئيس الدير سان كوينتين دي مونتي (844-864).
- بالدوين ذراع الحديدي؛ رئيس الدير سان كوينتين دي مونتي (864-879).
- تيوترسيوس، سليل  تشيلدبراند شقيق شارل مارتل، كونت فرماندوا (876) ثم رئيس الدير سان كوينتين دي مونتي (879-886).

## كونتات من أسرةالكارولنجية
- بيبين الأول؛ ابن برنارد ملك إيطاليا.
- هربرت الأول (892-907)؛ أيضا كونت سانليس، ابن السابق.
- هربرت الثاني (907-943)؛ كونت فرماندوا، ولورد بيرون وسان كوينتين دي مونتي، كونت ماو، ابن السابق.
- ألبرت الأول التقي (943-988)؛ كونت فرماندوا، ولورد بيرون وسان كوينتين دي مونتي، ابن السابق.
- هربرت الثالث (987-997)؛ كونت فرماندوا، ابن السابق.
- ألبرت الثاني (997-1035)؛ كونت فرماندوا، ابن السابق.
- أوتو (1035-1045)؛ كونت فرماندوا، شقيق السابق.
- هربرت الرابع (1045-1080)؛ كونت فرماندوا، وعن طريق الزواج كونت فالوا.
- أودو الأول المعتوه (1080-1085)؛ كونت فرماندوا وفالوا، ابن السابق، لورد سان سيمون عن طريق الزواج.
- أديلايد، كونتيسة فرماندوا وفالوا، شقيقة أودو، وهي أخر شخص المتبقي من الكارولنجية.

## كونتات من أسرةكابيه
- هيو الكبير (1085-1101)؛ كونت فرماندوا وفالوا عن طريق زواجه من أديلايد، وهو ابن هنري الأول ملك فرنسا وآن من كييف.
- رالف الأول الشجاع (1102-1152)؛ كونت فرماندوا وفالوا، ابن السابق.
- رالف الثاني (1152-1167)؛ كونت فرماندوا وفالوا، ابن السابق.
- إليزابيث (1167-1183)؛ كونتيسة فرماندوا وفالوا، شقيقة السابق، وزوجة فيليب من الألزاس، كونت فلاندرز (1168-1191).
- إليانور (1183-1214)؛ كونتيسة فرماندوا وفالوا، شقيقة السابقة؛ توفيت بلا أطفال، فرماندوا مررت إلى التاج.

أضاف فيليب الثاني ملك فرنسا فرماندوا إلى الأراضي التاج.

## كونتات غير سلالي
- لويس دي بوربون (1669-1683)؛ ابن لويس الرابع عشر ملك فرنسا ولويز دي لافالييه الغير الشرعي.